# ゼナイード・ボナパルト
ゼナイード＝レティシア＝ジュリー・ボナパルト（Zénaïde-Laetizia-Julie Bonaparte、1801年7月8日 - 1854年8月8日）は、ボナパルト家の一員。ジョセフ・ボナパルトとジュリー・クラリーの次女。妹にシャルロット・ボナパルトがいる。

## 概要
叔父ナポレオン・ボナパルトの栄達とともに称号が与えられ、1804年には「フランスのプリンセス」（princesse française）およびアルテス・アンペリアル（altesse impériale）の称号、1808年に父ジョセフがスペイン王となると「スペインのインファンタ」および「アストゥリアス女公」となった。
1822年、叔父リュシアン・ボナパルトの息子で従弟にあたるシャルル・リュシアン・ボナパルトと結婚した。著名な鳥類学者でもあった夫シャルル・リュシアンは、ハト科の一群を新たな属として記載する際に妻に献名してZenaida（和名はハジロバト属）とした。画家ジャック＝ルイ・ダヴィッドは、1821年にブリュッセル滞在中のゼナイードと彼女の妹シャルロットの肖像画を描いた。彼女はローマのヴィッラ・ボナパルト内に、父ジョセフから与えられたダヴィッド画の『アルプスを越えるナポレオン』（Bonaparte franchissant le Grand-Saint-Bernard）を含むコレクションを所有していた。

## 子女
- ジョセフ・リュシアン（1824年 - 1865年）
- アレクサンドリーヌ（1826年 - 1828年）
- リュシアン・ルイ（1828年 - 1895年） - 枢機卿
- ジュリー（1830年 - 1900年）
- シャルロット（1832年 - 1901年）
- レオニー（1833年 - 1839年）
- マリー・デジレ（1835年 - 1890年）
- オギュスタ（1836年 - 1900年）
- ナポレオン・シャルル（1839年 - 1899年）
- バティルド（1840年 - 1861年）
- アルベルティーヌ（1842年 - 1842年）
- シャルル・アルベール（1843年 - 1847年）